# القليع (المفتاح)

تعديل مصدري - تعديل

القليع هي إحدى قرى عزلة الجبر الاعلى بمديرية المفتاح التابعة لمحافظة حجة، بلغ تعداد سكانها 140 نسمة حسب تعداد اليمن لعام 2004.